# Larrey
Larrey ist eine französische Gemeinde mit 96 Einwohnern (Stand 1. Januar 2022) im Département Côte-d’Or in der Region Bourgogne-Franche-Comté; sie gehört zum Arrondissement Montbard und zum Kanton Châtillon-sur-Seine.

## Geografie
Die Gemeinde Larrey liegt im Einzugsgebiet der Laignes, elf Kilometer westlich von Châtillon-sur-Seine und 53 Kilometer südöstlich von Troyes.

## Bevölkerungsentwicklung
| Jahr                       | 1962 | 1968 | 1975 | 1982 | 1990 | 1999 | 2007 | 2016 |
| Einwohner                  | 79   | 107  | 92   | 104  | 92   | 67   | 93   | 91   |
| Quellen: Cassini und INSEE |      |      |      |      |      |      |      |      |

## Sehenswürdigkeiten
- Schloss Larrey, ursprünglich aus dem 14. Jahrhundert, mehrere Um- und Anbauten bis zum 17. Jahrhundert, Monument historique[1]
- Kirche St. Rochus (Église Saint-Roch)